# Ionuț Rada (calciatore 1982)
Ionuț Alin Rada (Craiova, 6 luglio 1982) è un ex calciatore rumeno, difensore.

## Caratteristiche tecniche
Roccioso centrale difensivo - mancino di piede - possente fisicamente ed efficace nel gioco aereo. Preciso e ordinato negli interventi, possiede dei limiti sul breve dovuti alla stazza fisica, che compensa grazie all'esperienza.
Poco incline alla giocata fine a sé stessa, in caso di difficoltà predilige spazzare via il pallone piuttosto che tentare di saltare il diretto avversario.

## Carriera

### Club
Durante la sua carriera ha giocato con numerose squadre di club, tra cui il Cluj, in cui si è trasferito nel 2010.
Il 28 settembre 2010 va segno nella partita di Champions League in trasferta contro la Roma persa poi per 2-1.
Il 19 gennaio 2015 il Bari annuncia di aver acquistato a titolo definitivo il giocatore.
Il 27 ottobre 2015 segna il primo gol con la maglia del Bari che regala la vittoria ai biancorossi contro la Pro Vercelli.
Il 30 agosto 2016 viene ingaggiato dalla Fidelis Andria.

### Nazionale
Il 20 agosto 2003 esordisce in nazionale contro l'Ucraina in amichevole sotto la guida di Iordănescu, subentrando a pochi minuti dal termine al posto di Răzvan Raț. In precedenza aveva preso parte ad alcuni incontri con l'Under-21.

## Statistiche

### Presenze e reti nei club
Statistiche aggiornate al 4 febbraio 2017.
| Stagione               | Squadra                | Campionato             | Campionato | Campionato | Coppe nazionali | Coppe nazionali | Coppe nazionali | Coppe continentali | Coppe continentali | Coppe continentali | Altre coppe | Altre coppe | Altre coppe | Totale | Totale |
| Stagione               | Squadra                | Comp                   | Pres       | Reti       | Comp            | Pres            | Reti            | Comp               | Pres               | Reti               | Comp        | Pres        | Reti        | Pres   | Reti   |
| ---------------------- | ---------------------- | ---------------------- | ---------- | ---------- | --------------- | --------------- | --------------- | ------------------ | ------------------ | ------------------ | ----------- | ----------- | ----------- | ------ | ------ |
| 2007-2008              | Steaua Bucurest        | Liga I                 | 18         | 1          | CR              | 1               | 0               | UCL                | 10                 | 0                  | -           | -           | -           | 29     | 1      |
| 2008-gen. 2009         | Steaua Bucurest        | Liga I                 | 3          | 0          | CR              | 1               | 0               | UCL                | 0                  | 0                  | -           | -           | -           | 4      | 0      |
| gen.-giu. 2009         | Otopeni                | Liga I                 | 13         | 0          | CR              | -               | -               | -                  | -                  | -                  | -           | -           | -           | 13     | 0      |
| 2009-gen. 2010         | Steaua Bucurest        | Liga I                 | 11         | 0          | CR              | 2               | 0               | UEL                | 6                  | 0                  | -           | -           | -           | 19     | 0      |
| Totale Steaua Bucurest | Totale Steaua Bucurest | Totale Steaua Bucurest | 32         | 1          |                 | 4               | 0               |                    | 16                 | 0                  |             | -           | -           | 52     | 1      |
| 2010-2011              | Cluj                   | Liga I                 | 22         | 2          | CR              | 1               | 0               | UCL                | 6                  | 2                  | -           | -           | -           | 29     | 4      |
| 2011-gen. 2012         | Cluj                   | Liga I                 | 4          | 0          | CR              | 1               | 0               | -                  | -                  | -                  | -           | -           | -           | 5      | 0      |
| gen.-giu. 2012         | Karlsruhe              | ZL                     | 15+2       | 1          | CG              | -               | -               | -                  | -                  | -                  | -           | -           | -           | 17     | 1      |
| 2012-2013              | Cluj                   | Liga I                 | 16         | 2          | CR              | 2               | 0               | UCL+UEL            | 9+2                | 0                  | -           | -           | -           | 29     | 2      |
| 2013-2014              | Cluj                   | Liga I                 | 19         | 0          | CR              | 1               | 0               | -                  | -                  | -                  | -           | -           | -           | 20     | 0      |
| 2014-gen. 2015         | Cluj                   | Liga I                 | 17         | 0          | CR+CdL          | 2+0             | 0               | UEL                | 4                  | 0                  | -           | -           | -           | 23     | 0      |
| Totale Cluj            | Totale Cluj            | Totale Cluj            | 78         | 4          |                 | 7               | 0               |                    | 21                 | 2                  |             | -           | -           | 106    | 6      |
| gen.-giu. 2015         | Bari                   | B                      | 4          | 0          | CI              | -               | -               | -                  | -                  | -                  | -           | -           | -           | 4      | 0      |
| 2015-2016              | Bari                   | B                      | 21+1       | 2          | CI              | 0               | 0               | -                  | -                  | -                  | -           | -           | -           | 22     | 2      |
| Totale Bari            | Totale Bari            | Totale Bari            | 25+1       | 2          |                 | 0               | 0               |                    | -                  | -                  |             | -           | -           | 26     | 2      |
| 2016-2017              | Fidelis Andria         | LP                     | 21         | 1          | CI-LP           | 1               | 0               | -                  | -                  | -                  | -           | -           | -           | 22     | 1      |
| Totale carriera        | Totale carriera        | Totale carriera        | 184+3      | 8          |                 | 12              | 0               |                    | 37                 | 2                  |             | -           | -           | 234    | 9      |

### Cronologia presenze e reti in Nazionale
| Cronologia completa delle presenze e delle reti in nazionale ― Romania | Cronologia completa delle presenze e delle reti in nazionale ― Romania | Cronologia completa delle presenze e delle reti in nazionale ― Romania | Cronologia completa delle presenze e delle reti in nazionale ― Romania | Cronologia completa delle presenze e delle reti in nazionale ― Romania | Cronologia completa delle presenze e delle reti in nazionale ― Romania | Cronologia completa delle presenze e delle reti in nazionale ― Romania | Cronologia completa delle presenze e delle reti in nazionale ― Romania |
| Data                                                                   | Città                                                                  | In casa                                                                | Risultato                                                              | Ospiti                                                                 | Competizione                                                           | Reti                                                                   | Note                                                                   |
| ---------------------------------------------------------------------- | ---------------------------------------------------------------------- | ---------------------------------------------------------------------- | ---------------------------------------------------------------------- | ---------------------------------------------------------------------- | ---------------------------------------------------------------------- | ---------------------------------------------------------------------- | ---------------------------------------------------------------------- |
| 20-8-2003                                                              | Donec'k                                                                | Ucraina                                                                | 0 – 2                                                                  | Romania                                                                | Amichevole                                                             | -                                                                      | 88’                                                                    |
| 18-2-2004                                                              | Larnaca                                                                | Romania                                                                | 3 – 0                                                                  | Georgia                                                                | Amichevole                                                             | -                                                                      |                                                                        |
| 19-2-2004                                                              | Nicosia                                                                | Romania                                                                | 2 – 0                                                                  | Bielorussia                                                            | Amichevole                                                             | -                                                                      | 83’                                                                    |
| 21-2-2004                                                              | Nicosia                                                                | Romania                                                                | 3 – 0                                                                  | Ungheria                                                               | Amichevole                                                             | -                                                                      | 46’                                                                    |
| Totale                                                                 |                                                                        | Presenze                                                               | 4                                                                      |                                                                        | Reti                                                                   | 0                                                                      |                                                                        |

## Palmarès

### Club

#### Competizioni nazionali
- Coppa di Romania: 2

Rapid Bucarest: 2005-2006, 2006-2007
- Supercoppa di Romania: 1

Rapid Bucarest: 2007
- Campionato rumeno: 1

Cluj: 2011-2012